# Masacre de Rechnitz

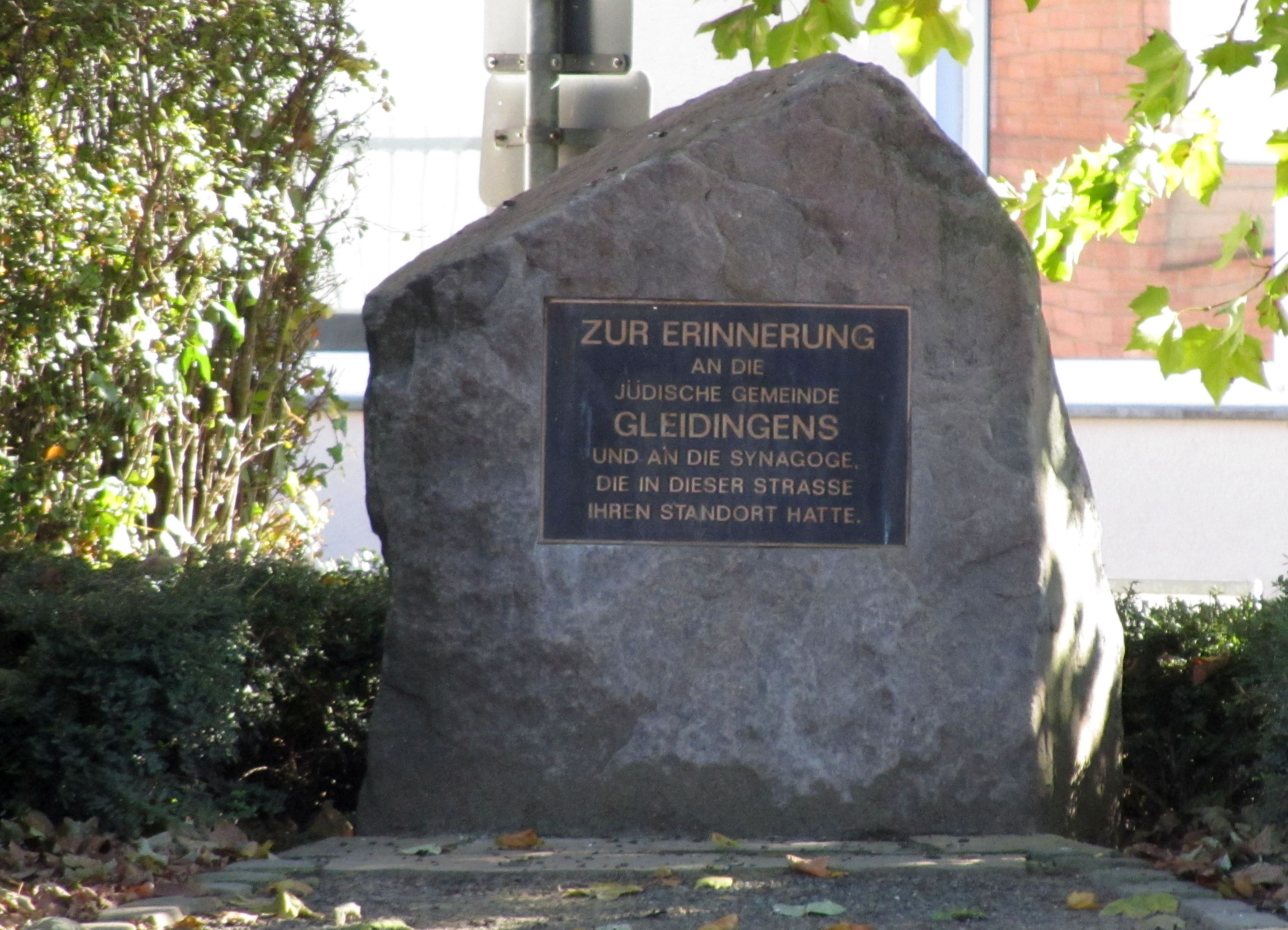
Monumento conmemorativo de las víctimas judías

En la masacre de Rechnitz, los días 24 y 25 de marzo de 1945, cerca de 200 prisioneros húngaro-judíos fueron asesinados cerca del castillo de Rechnitz, en Rechnitz, un poblado en el estado austríaco de Burgenland, a unos pocos kilómetros de la frontera con Hungría. La masacre fue uno de los crímenes de la fase final (“Endphaseverbrechen”) poco antes del final de la Segunda Guerra Mundial.

## La masacre
En los alrededores de Rechnitz, unos 600 trabajadores forzados, en su mayoría húngaro-judíos, fueron transportados en tren desde Kőszeg a Burg, localidades en Hungría y Austria respectivamente, en los últimos días de la Segunda Guerra Mundial para construir el llamado Muro Sudeste de Hitler (“Südostwall”) con el objetivo de defenderse de la avanzada soviética por Europa del Este. Sin embargo, 180 de ellos, que ya no podían trabajar por agotamiento y enfermedad, fueron transportados a la estación de ferrocarril de Rechnitz.

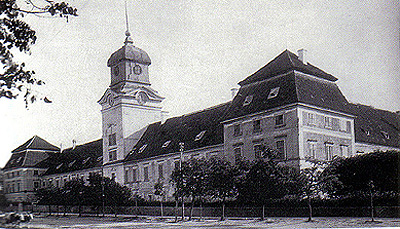
Castillo de Rechnitz en 1930

En la noche del 24 de marzo de 1945, miembros de la Sección de Asalto (SA) local decidieron aniquilar a este grupo de prisioneros, debido a las enfermedades que habían contraído y su debilitamiento surgido en el trabajo forzado realizado en la línea de defensa nazi. Al mismo tiempo, se estaba celebrando una fiesta en el castillo en Rechnitz de Margit Batthyány-Thyssen y su marido, el conde Iván Von Batthyány, en la cual se encontraban miembros de la Gestapo y jerarcas nazis de la zona. Entre ellos se encontraba el suboficial mayor de las SS Franz Podezin, quien recibió una llamada en la cual fue avisado sobre la situación del grupo de reclusos húngaro-judíos. Es así que, durante el desarrollo del evento, Podezin organiza a un grupo de personas que iban a aniquilar a todos los prisioneros.
En el transcurso de la madrugada del 25 de marzo, fueron fusilados, por soldados que estaban participando de la fiesta, casi todos los 180 húngaro-judíos provenientes del Muro Sudeste; a 18 de ellos se les encargó la tarea de sepultar la zanja donde cayeron los cuerpos, y fue en el transcurso de ese día que finalmente terminaron siendo ejecutados también. La masacre tuvo lugar sólo diez días antes de que el Ejército Rojo llegara a Rechnitz.
Se realizaron procesos judiciales una vez finalizó la Segunda Guerra Mundial, con el objetivo de condenar por crímenes de lesa humanidad a los principales responsables de la masacre. Los expedientes de los juicios de estas cortes se conservan actualmente en el archivo municipal y provincial de Viena.

El acta de acusación emitida por los tribunales populares de “Rechnitz I” y “Rechnitz II” en 1947 afirmaba:
«Las víctimas primero tenían que - [...] - quitarse la ropa de encima y sentarse al borde de una fosa que ya había sido cavada en un descampado cercano al matadero; [...]; después eran fusiladas, algunas de ellas quizás también golpeadas hasta la muerte [...]» 
Sin embargo, el proceso no llevó a resultados concretos. Dos testigos fueron asesinados  un año después de la trágica noche del 24 de marzo, y sus casos no pudieron ser asociados al accionar de los perpetradores de la matanza de los prisioneros húngaro-judíos. Se acusó a siete de los implicados, incluidos Franz Podezin y Hans-Joachim Oldenburg, el encargado de la finca del castillo de Thyssen-Batthyány, quienes se encontraban prófugos (condenados in absentia), y otros dos resultando finalmente absueltos. Se sospechaba que Margit Thyssen-Batthyány les brindó ayuda a Podezin y a Oldenburg para alejarse de Rechnitz y escapar de sus condenas.

## Búsqueda de las víctimas
A finales de los años sesenta, el Ministerio Federal del Interior austríaco y la Comisión Alemana de Tumbas de Guerra (Volksbund Deutsche Kriegsgräberfürsorge) encargaron una búsqueda de la fosa común, que condujo al descubrimiento de dieciocho cuerpos en el Hinternpillenacker, nombre coloquial de un terreno cercano al lugar donde se realizó el fusilamiento, durante una excavación dirigida por Horst Littmann en la primavera de 1970. Eran los restos de los trabajadores forzados que habían sido encomendados como sepultureros de los asesinados anteriormente. Luego de este descubrimiento, Littmann fue amenazado de muerte de forma anónima.

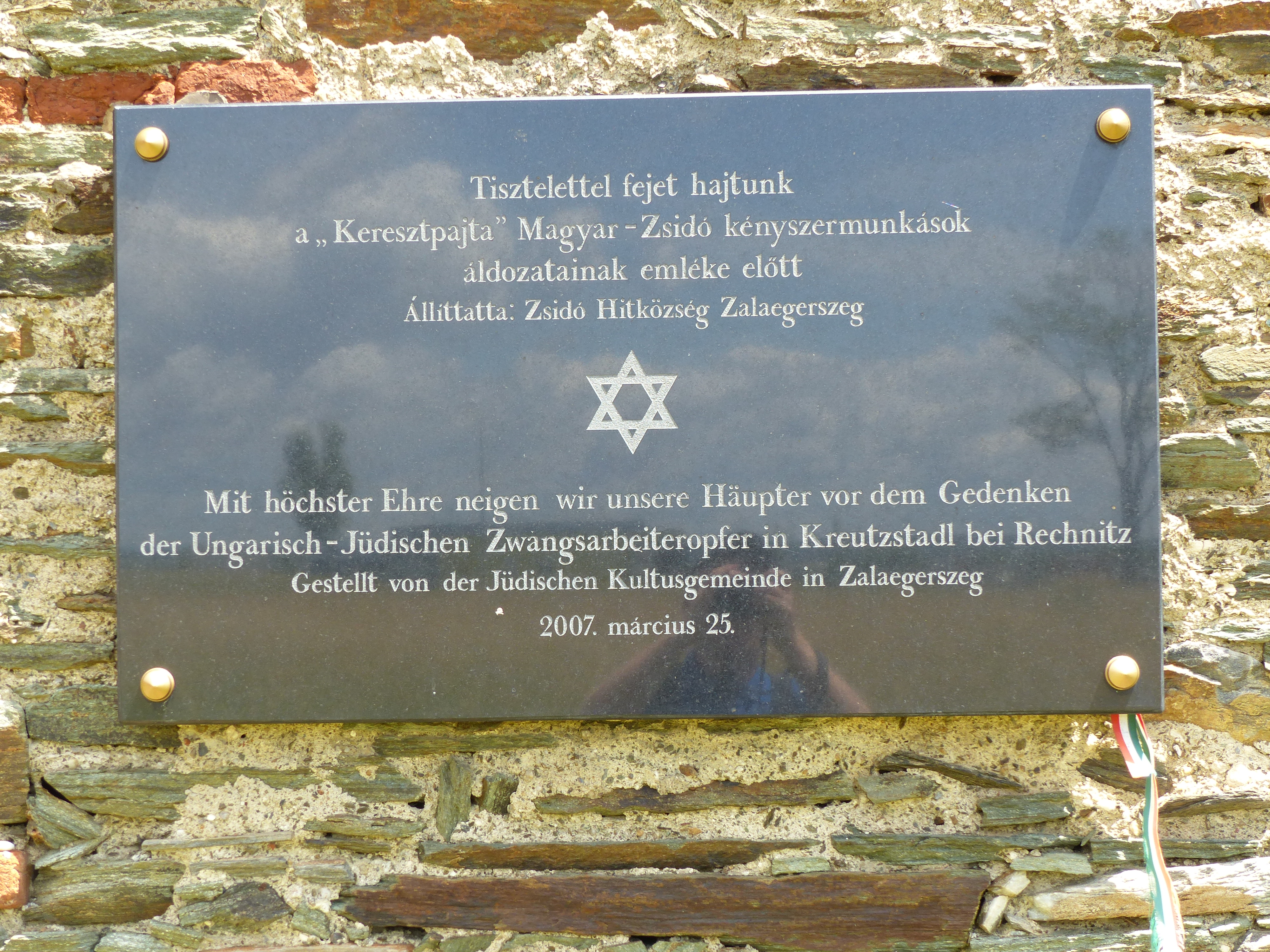
Placa conmemorativa en el Kreuzstadl

Se siguen buscando los restos de los prisioneros asesinados. Se cree que el lugar del crimen está cerca de Kreuzstadl, una propiedad agrícola que alguna vez existió en esa área, dado que ahora se encuentra en ruinas. A pesar de intensas búsquedas y excavaciones en los años 1966 a 1969, 1993, 2017, 2019 y 2021, no se pudo encontrar el lugar de la fosa común. Tras otra excavación infructuosa en la primavera de 2021, se ha investigado alrededor del 20% de los 300.000 m² de la zona en cuestión; la Oficina Federal de Monumentos de la Segunda Guerra Mundial ha anunciado que no tiene intención de continuar la búsqueda.

## Procesamiento del pasado y adaptaciones
La sociedad alemana, la austríaca y la húngara, como todos los que estuvieron inmersos en el desarrollo de la Segunda Guerra Mundial, llevaron a cabo un proceso de reconciliación histórica (“Vergangenheitsbewältigung”), mediante el cual se buscó realizar una crítica del pasado y de los errores que se habían cometido, con el objetivo de reconocer las injusticias y conmemorar aquellas situaciones que en otras épocas fueron aceptadas, pero que en la actualidad se han analizado críticamente.
En 2016, Sacha Batthyány, profesor y periodista suizo-húngaro, sobrino-nieto de Margit Batthyány-Thyssen, apoderada del castillo de donde salieron los miembros de la Gestapo en la noche del 24 al 25 de marzo de 1945 para perpetuar la masacre de Rechnitz, publicó el libro “La Matanza de Rechnitz. Historia de mi familia” (“Und was hat das mit mir zu tun? Ein verbrechen im murz 1945. Die geschichte meiner Familie”). En esta crónica de investigación, Batthyány relata los sucesos de la noche de la masacre y revela su proceso de reflexión de herencia familiar. 
En este libro él explica que en el año 2006 lee por primera vez un artículo sobre la masacre y comienza a adentrarse de lleno en el pasado de su familia, enviando cartas a familiares lejanos, leyendo libros de los Thyssen y de la historia de Hungría e investigando en archivos de varias ciudades, incluso emprendiendo múltiples viajes a Rechnitz. El autor va a reflexionar sobre las consecuencias del accionar de su familia en el pasado sobre su vida, específicamente sobre la ayuda que le brindó su tía-abuela a Franz Podezin y a Hans-Joachim Oldenburg, los principales prófugos de la masacre. Sobre esto detalla que, mientras Margit no estuvo directamente involucrada en el tiroteo de los prisioneros, sí ayudó a estos dos autores del hecho a fugarse, lo cual describe como un accionar despreciable”.
Batthyány retrata la forma en la que «una matanza de ciento ochenta judíos (fue)» lo que lo acercó a su familia y a su pasado. Las autorreflexiones vinculadas tanto como a la masacre de Rechnitz y como sobre los hechos de la Segunda Guerra Mundial se han expresado de distintas maneras con el pasar de los años.

## Monumento conmemorativo de Kreuzstadl
Desde principios de la década de 1990, la iniciativa para los refugiados y la memoria de Rechnitz RE.F.U.G.I.U.S. (basada en la palabra latina refugium que significa lugar de refugio), fundada en 1991, se esfuerza por conservar el Kreuzstadl como monumento conmemorativo de todas las víctimas de la construcción de la muralla sureste.

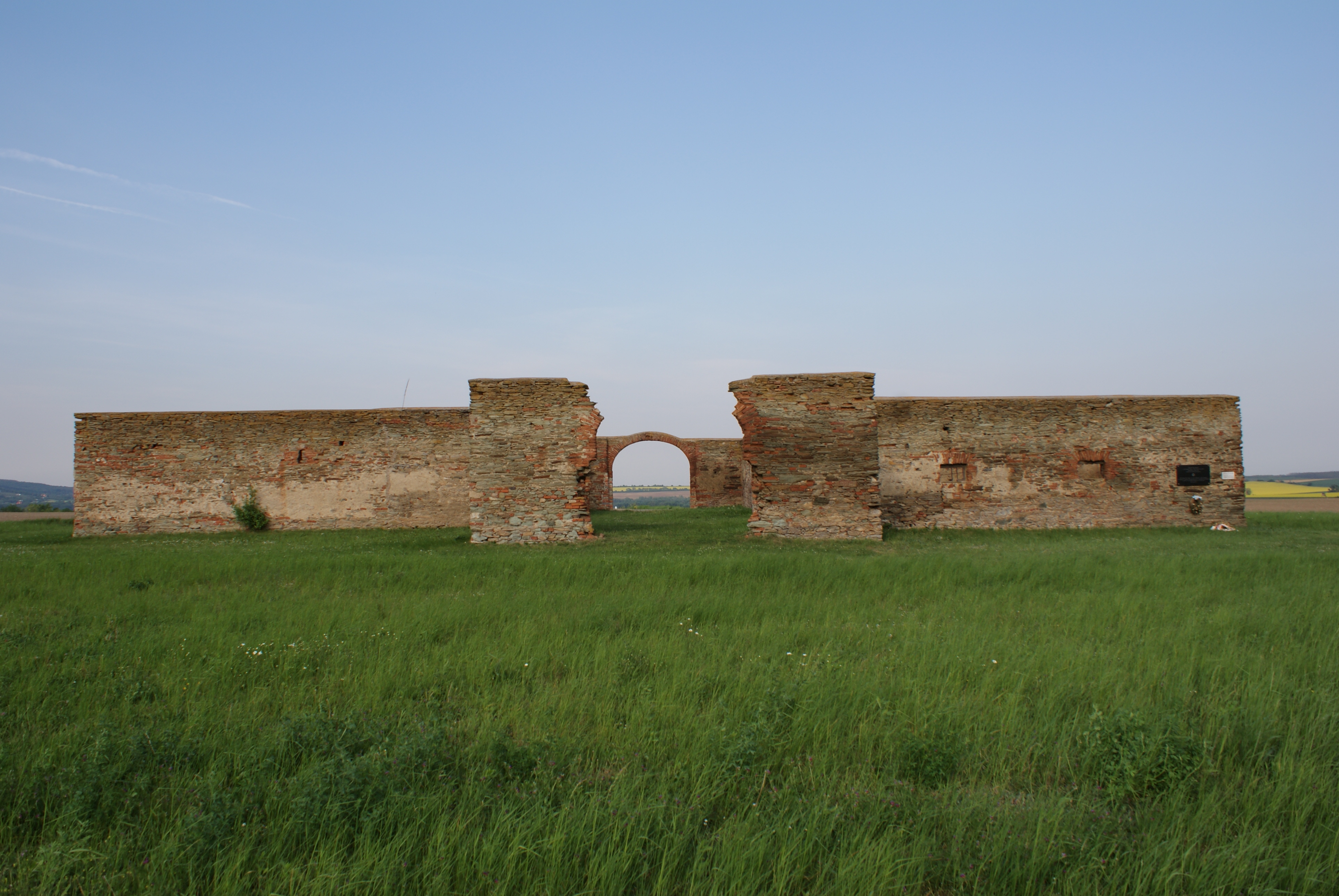
Zona oeste de Kreuzstadl (2009)

El Kreuzstadl fue adquirido en 1993 gracias a una campaña de recaudación de fondos de Marietta Torberg (esposa de Friedrich Torberg), el escultor Karl Prantl y David Axmann, y entregado a la Asociación Federal de Comunidades Judías. Las ruinas del Kreuzstadl se han diseñado como un monumento alusivo donde se celebra un acto conmemorativo anual el Domingo de Ramos. En 2019, la ceremonia se celebró el 24 de marzo. A ella asistieron la presidenta del Parlamento provincial, Verena Dunst, el embajador de Hungría, Andor Nagy, y la embajadora de Israel, Talya Lador-Fresher.

## Investigaciones judiciales: tesis de Eva Holpfer
La historiadora austríaca, en su tesis  “La masacre de Rechnitz”, analiza profundamente los procesos judiciales llevados a cabo por los tribunales populares austríacos en la posguerra.
La investigación preliminar del primer proceso judicial comenzó el 12 de octubre de 1945. Se acusó a 9 personas de cometer una serie de delitos como asesinato, maltrato y violación de la dignidad humana de los trabajadores forzados. 
De los 9 acusados inicialmente, únicamente 5 enfrentaron cargos formales. Dentro de los 5 acusados, 2 recibieron sentencias. Ludwig Groll, antiguo alcalde de la ciudad de Oberwart, fue condenado a ocho años de trabajos forzados y confiscación de bienes. También Josef Muralter,  jefe de la subsección «Rechnitz II» (unidad que supervisaba los trabajos forzados en la región de Rechnitz; relacionados con la construcción del Muro Sudeste de Hitler en el sureste de Austria), fue condenado a cinco años de trabajos forzados y confiscación de bienes.
Los procesos estaban basados a partir de los testigos. Eva Holpfer  también abarca la influencia del poder alemán y del terror en las declaraciones. Esta dinámica dificultó las investigaciones y nos habla sobre el lugar donde se encontraba la sociedad austríaca en la posguerra. 
El colaboracionismo fue protagonista en los procesos judiciales. Lo podemos ver de forma clara con las declaraciones de apoyo y las peticiones de indulto por parte de los partidos reconocidos (SPÖ y ÖVP) hacia los dos condenados. 
En noviembre de 1948, Muralter, presentó una solicitud de revisión al tribunal popular. En la petición el partido local SPÖ indicó: “conocemos al susodicho desde su nacimiento y por ello podemos atestiguar que incluso de niño, de joven y más tarde de joven, siempre se ha comportado en todos los aspectos con la mayor corrección y no podemos creer en absoluto que pudiera ser culpable de un delito penal”.
Las investigaciones fueron modificándose y cambiando de foco. Están catalogadas como: Rechnitz I, II y III. Rechnitz I  comenzó el 12 de octubre de 1945. Luego, con la búsqueda de agregar a más sospechosos, se inició Rechnitz II, que empezó el 27 de noviembre de 1947. Por último, focalizándose  en investigar a Franz Podezin, al antiguo administrador de fincas del castillo de Batthyány y a otros 4 acusados (entre ellos miembros de la S.A) se separaron del procedimiento «Rechnitz II». Así, dando lugar a Rechnitz III el 13 de agosto de 1948.
Dentro de los acusados en la última investigación, los dos más posibles culpables, Podezin y el administrador de la finca, huyeron. Dos acusados murieron y otros dos fueron hallados culpables. Como en la mayoría de juicios políticos realizados después de la Segunda Guerra Mundial, la "necesidad democrática" de mantener las estructuras políticas europeas básicas, conllevó a que se den muchas amnistías y a que los procesos judiciales tengan resultados inclusos.

## Legado de la familia Thyssen
Los Thyssen fueron una de las familias más poderosas del siglo XX. El Grupo Thyssen fue líder en la producción de acero utilizado para la industria armamentística; la política de rearme de la Alemania nazi y la guerra posterior hicieron que sus plantas industriales se convirtieran en elementos esenciales para la economía de guerra. Después del final de la Segunda Guerra Mundial, los Aliados ordenaron que la empresa pasara a ser una sociedad mercantil. Con el tiempo, el negocio fue expandiendo y  diversificando a otras áreas.
Hans Heinrich Thyssen-Bornemisza y hermano de Margit Batthyány-Thyssen, dueña de la mansión de Rechnitz donde se llevó a cabo la fiesta esa oscura noche, fue quien continuó la colección de arte de su abuelo, Auguste Thyssen. Heinrich, barón y mecenas, decidió convertir esta colección privada en una abierta al público ahora visible en el Museo Thyssen-Bornemisza, en Madrid. Ubicado en el palacio de Villahermosa, con otra sede en el Monasterio de Pedralbes, en Barcelona, este museo alberga algunas de las obras más relevantes del mundo del arte, de artistas como Caravaggio, Duccio, El Greco, Goya, Van Gogh, Kandinsky y Picasso.